# Овенсборо (Кентаки)
Овенсборо (енгл. Owensboro) град је у америчкој савезној држави Кентаки.

## Демографија
По попису из 2010. године број становника је 57.265, што је 3.198 (5,9%) становника више него 2000. године.
| Група             | 2000.          | 2010.          |
| Белци             | 48.697 (90,1%) | 49.284 (86,1%) |
| Афроамериканци    | 3.728 (6,9%)   | 4.183 (7,3%)   |
| Азијати           | 276 (0,5%)     | 503 (0,9%)     |
| Хиспаноамериканци | 557 (1,0%)     | 1.842 (3,2%)   |
| Укупно            | 54.067         | 57.265         |

## Партнерски градови
- Оломоуц